# Огонь (роман)
«Ого́нь. Дневни́к отря́да» (фр. Le Feu (Journal d’une escouade) — роман Анри Барбюса, основанный на его опыте на фронте во время Первой мировой войны, впервые опубликованный в 1916 году; одно из первых крупных произведений о Первой мировой войне в художественной литературе. Печатался в ежедневной газете L'Œuvre начиная с 3 августа 1916; отдельной книгой впервые издан издательством «Фламмарион» в конце ноября. В том же году получил Гонкуровскую премию за 1914 год.

## История создания

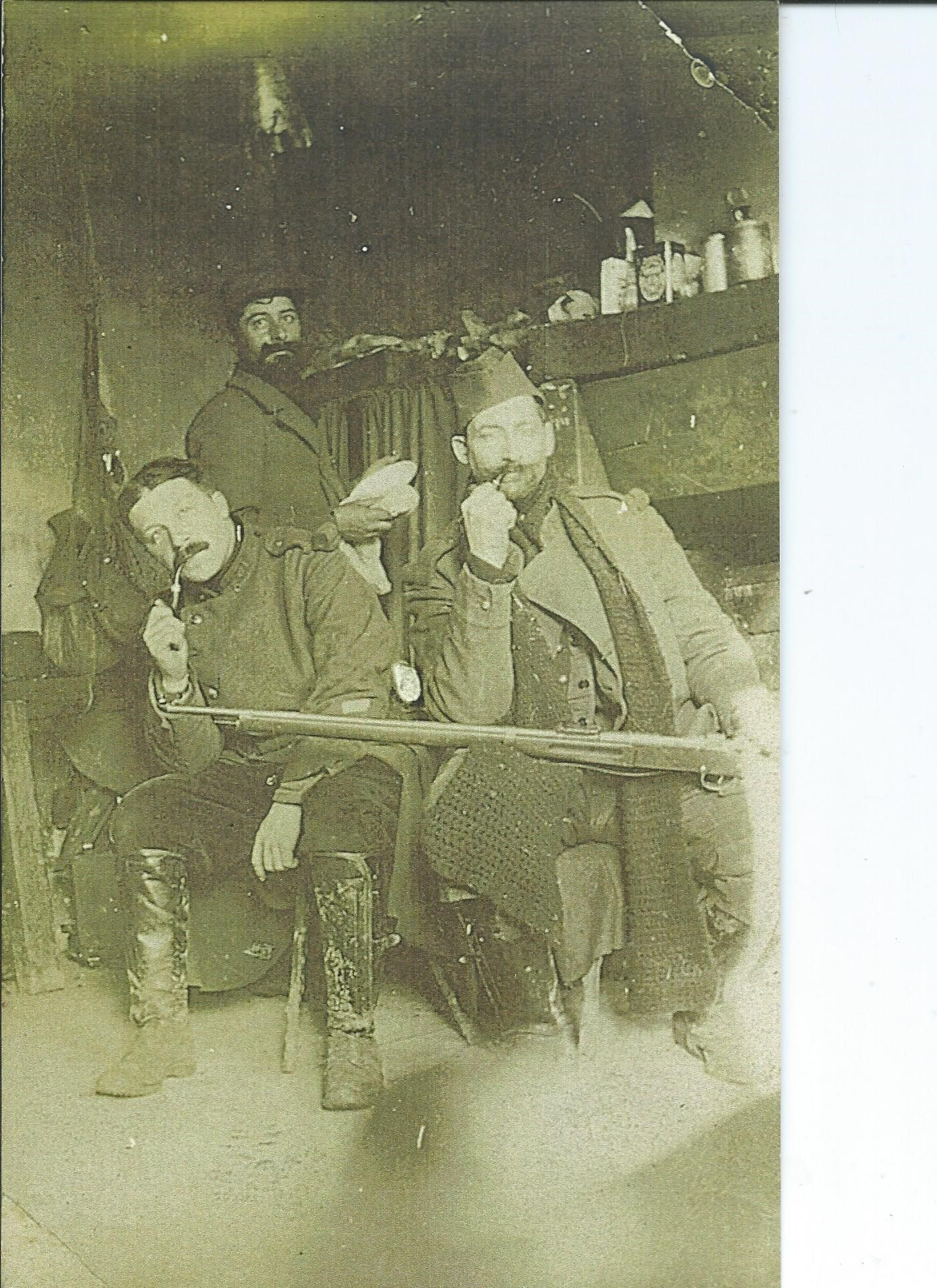
Барбюс в 1914 году

В 1914 году, когда ему был 41 год и он страдал от проблем с лёгкими, Барбюс отправился добровольцем на фронт; книга основана на опыте двадцати двух месяцев в окопах, с 1914 по 1916 год. Накануне войны, в 1914 году, Барбюс осуждал войну и был членом пацифистских организаций, и в выпущенной тогда новелле «Кровавая луна» коснулся Балканских войн 1912—1913 годов, однако с началом войны отправился на фронт, посчитав эту войну справедливой, однако разочаровался; в 1915 году Барбюс наблюдал рост близких к революционным настроений. Сам Барбюс тогда попал под влияние антивоенных лозунгов коммунистов и социалистов и стал убеждённым противником капиталистической системы как первопричины войны.
Барбюс в течение всего 1915 года ведёт военный дневник, в котором записывает пережитый опыт, высказывания солдат и делает различные разнообразные записи. Эта записная книжка послужила основой романа, большая часть; большая часть написана в первой половине 1916 года, когда он выздоравливал в больнице Шартра, а затем в больнице Пломбьер-ле-Бен.
Роман разделен на двадцать четыре главы, которые впервые появились в виде сериала в ежедневной газете L'Œuvre Гюстава Тери с 3 августа по 9 ноября 1916 года, а затем были опубликованы в издательстве Фламмарион; 15 ноября того же года и получил 15 декабря Гонкуровскую премию. Тери сглаживал текст, однако цензура всё равно наложила на некоторые части текста купюры. На широких белых полосах Тери печатал изображение бороды главного цензора Готье.

### Продолжение
Барбюс восторженно встретил Октябрьскую революцию, а в 1919 году, когда мир охватили революционные настроения, а социалистическая революция вышла за пределы бывшей Российской империи, он издал роман «Ясность» — что-то вроде продолжения, где описывается идейная эволюция солдат Первой мировой, вернувшихся с фронта. В качестве центральной фигуры автор взял мелкого служащего Симона Полэна, на войне попавшего под влияние революционных идей. В этот роман вошли наброски к «Огню», которые автор не включил в текст романа. Этот роман отличается сжатостью сцен боевых действий, значительно большими схематичностью персонажей и степенью обобщения и большей публицистичностью: как и довоенный роман Барбюса «Ад», «Ясность» построен как внутренний монолог главного героя; в таком романе события интересуют автора не сами по себе, а лишь как повод для рассуждений и выводов; финал решён публицистическими, а иногда и ораторскими средствами.

## Сюжет
Анри Барбюс — рассказчик и главный герой этой истории. Рассказчик большую часть времени находится во внутреннем фокусе. На войне его сопровождает много товарищей: Вольпатт, Потерлоо, Фуйяд, Барк, Фарфаде, Юдор, Паради, Пуальпот, Пуатрон, Салаверт, Тиретт, Блэр, Кокон и Бертран. В течение двадцати двух месяцев, которые он провел на передовой, он замечал выражение лиц солдат, их страхи, а также передавал через свой рассказ страх и ужас, в которых он жил.
В диалогах проявляются персонажи, очень разные по своему происхождению и своей деятельности, которые объединяются вокруг стремления к выживанию и разделяют одни и те же основные заботы.
В главе «Огонь» описывается штурм немецких окопов из траншей союзников (французов) через ничейную землю. Барбюс писал: «Полностью осознавая, что они делают, полностью осознанно и в добром здравии, они собрались там, чтобы ещё раз броситься в ту роль безумца, которую каждому из них навязывает безумие человечества»; в романе множество сцен, где солдаты себя жалеют, рассуждают о своих тяжёлых условиях, о «боге, добром и  милосердном» и о своей роли «палачей» и «расходного материала», однако вновь и вновь возвращаются к убийствам и повиновению.
В последней главе романа «Заря» французские солдаты встречаются с немецкими и обсуждают войну, затем бросая проклятия ей, «героизму» и тем, кто теперь кажется настоящим врагом: тем, кто на войне зарабатывает и тем, кто объявляет солдат героями и пропагандирует «традиционализм», «патриотизм» и идею национальной исключительности и оправдывает войну религией.

## Реакция и критика
Как только роман был опубликован, его прочитала широкая аудитория, к реакции которой Барбюс был чрезвычайно внимателен. Книга пользовалась успехом, а Барбюс стал «первым» среди «солдат-поэтов и писателей Великой войны» — «первых в ряду... моральных свидетелей».
Жак Бертильон похвалил Барбюса: «Это шедевр. Это документ, который останется свидетелем [témoin] этой войны...» В  своей автобиографии Роберт Грейвс «Прощай, всё это» упоминает, что во время войны британские пацифисты уговаривали Зигфрида Сассуна написать «что-нибудь раскалённое в стиле „Под огнем“ Барбюса, но он не смог этого сделать.»
Стефан Цвейг назвал роман «гигантским надгробным памятником павшим товарищам, сложенным из их страданий, сцементированным их слезами и кровью, памятником, озаренным вдохновенным пламенем страсти художника» и «единственной победой ясного духа над бессмыслицей происходящего, победа правды над фразой и ее презренным рабом — словом»
Роман читали солдаты во время войны, и он значительно повлиял на писателей «потерянного поколения», став одним из ранних этого движения или даже породив его. В частности, роман и художественный метод Барбюса повлияли на Эрнеста Хемингуэя. В 1942 году он признал новаторство Барбюса в художественном плане, но с оговорками: 

Единственной хорошей книгой о войне, вышедшей в последнюю войну, была «Под огнём» Анри Барбюса. Он был первым, кто показал нам, мальчишкам, ушедшим из школы или колледжа на ту войну, что чем угодно, помимо поэзии, можно протестовать против гигантской бесполезной бойни и отсутствия даже элементарного ума у генералитета, что характеризовало поведение Союзников в той войне в 1915—1917 годы... Если перечитать эту книгу, стараясь уловить в ней нечто вечное, увидеть в ней некий образец, «Огонь» не выдерживает испытания. Самое главное в книге Барбюса - мужество ее автора, проявленное в то время, когда она была написана. <...> Писатели научились говорить правду без воплей.
В 1917 году Максим Горький издал в пацифистском литературном журнале «Летопись» статью А. Левинсона о романе, а в 1919 году сам написал рецензию на роман, которая скоро была перепечатана как предисловие к первому русскому переводу, изданному в том же году издательством Петроградского совета: «Это — книга простая,  исполненная  пророческого  гнева,  это  —  первая книга, которая говорит о войне  просто,  сурово,  спокойно  и  с  необоримою силою правды. <...> Барбюс глубже, чем кто-либо  до  него,  заглянул  в  сущность  войны  и показал людям бездну их заблуждения. Люди,  о  которых говорит Барбюс <...> скоро они почувствуют,  со  стыдом  и  гневом,  как преступна и отвратительна власть человека над подобным себе. Мы живём  в  трагические  дни,  нам  невыносимо  тяжело,  но  мы  живём накануне возрождения всех добрых сил  человека  к  свободному  творчеству  и труду. Это — правда, и она должна утешить нас, увеличить наши силы, придать нам бодрость».
Патриотическая общественность возмутилась романом, назвав автора предателем. Роман был быстро переведён на множество иностранных языков (английский - Under Fire, 1917; на русском два отрывка напечатаны в 1917 в журнале «Нива» и газете «Дело народа», полностью - «В огне», 1919, позже был перевод «Огонь»), однако попал под запрет в Германии и Австро-Венгрии.
Роман положительно оценили большевики. Положительно отозвался лично Ленин, похвалив и «Ясность»: «превращение... именно под влиянием войны показано необычайно сильно, талантливо, правдиво». Свердлов назвал роман «весьма действенной реляцией с поля битвы», а Луначарский в 1917 году написал рецензию «Книга — подвиг».
Первоначальная дискуссия касается исторической достоверности романа, главным образом из-за глубокого разрыва между санкционированным цензурой текст и пропагандой военного времени, которая осуждается в произведении. Политические убеждения автора, в частности пацифистская приверженность, являются ещё одним предметом разногласий по поводу книги.
В конце 1920-х Жан Нортон Крю в «Свидетели. Очерк анализа и критики воспоминаний комбатантов, опубликованных на французском языке с 1915 по 1928 год», оспаривает правдивость этого романа по нескольким пунктам, например, по активности, развернутой после боя в окопе, особенно когда он был завоеван. Его критика сосредоточена главным образом на «натуралистической» стороне текста, которая, по его мнению, представляет собой скорее интерпретацию авторского опыта и литературную композицию различных пассажей, чем истинно нейтральное свидетельство, подробное и основанное только на фактах, правдивость которых автор мог гарантировать, несмотря на подзаголовок «Дневник отряда». Для Нортона Крю «Барбюс больше, чем кто-либо, использовал анатомический ужас и злоупотреблял им. Он сделал модным такой способ изображения войны, где слишком мало психологии и слишком мало информации о солдате, чтобы понять, что ад солдат — это прежде всего ад идей: предчувствие нападения, расчет вероятностей гибели, моральная тоска […]». Также он охарактеризовал произведение как «смесь правды, полуправды и полной лжи».
Продажи книг пошли на создание АРАК (Республиканского объединения ветеранов):xi.

### Иллюстрации
Первое иллюстрированное издание романа было выпущено в 1918 году парижским художественным издателем Гастоном Бутити. Художник Раймонд Ренефер создал 96 эскизов, которые были выгравированы Эженом Дете, и десять оригинальных офортов, выгравированных прямо на фронте.
В 1927 и 1935 годы роман проиллюстрировал Александр Дейнека

## Художественные особенности
Для французской литературы XIX века была характерна необычайно тщательная разработка психологии индивида, а современник Барбюса Марсель Пруст 
открывал художественной литературе новые области сознания. На рубеже XX века появились унанимисты во главе с Жюлем Роменом, пытавшиеся описывать массовую психологию, однако они, пытаясь рисовать «единую душу» толпы, исключали индивидуализацию персонажей. Барбюс также попытался описать психологию масс, считая коллектив своим главным предметом, однако противопоставил себя унанимистам, раскрывая через индивидуальность и «общественного человека», стремясь углубить опыт Эмиля Золя, в романах которого есть ряд сцен, раскрывающих массовую психологию. Психология коллектива раскрывается у Барбюса через общность помыслов и судьбы ярких индивидуальностей.
Кроме того, на Хемингуэя, особенно на роман «Прощай, оружие!» повлияли методы отторжения 'протеста через поэзию' и метод, который Хемингуэй называл constater, через который создаётся «протестный паттерн»: Барбюс «никогда не проповедует», если не считать последней главы, где Барбюс выходит перед читателем как автор и делает выводы. «Огонь» был ответом на утрату содержания повествования и описания: абстрактный и высоко концептуализированный язык стал казаться пустым, выродившись в напыщенность патриотической поэзии и пропаганды. В такой ситуации Барбюс для выражения протеста вместо того, чтоб словами описывать войну и рассуждать о её преступном характере, изображает 'правдивую' жизнь, но сам ничего не проговаривая; в последней главе автор осуждает используемые пропагандой слова вроде «доблесть», «мужество» и «героизм», однако потом себе эти слова присваивает для обратных целей: эти слова звучат иначе и имеют иное наполнение, когда их проговаривают 'простые солдаты'. Барбюс даёт лирические описания природы, однако прерывает их описанием разрушений, которые война либо наносит пейзажу, либо нанесёт в ближайшем будущем, создавая «двухголосый дискурс, одновременно отвергающий цели войны и признающий реальность вторжения [intrusion] войны». Подобные приёмы затем использовал Хемингуэй в «Прощай, оружие!».
Приёмы Барбюса резюмировал Стефан Цвейг: «Ни строчки о судьбах отдельной личности, речь — только о переживаниях коллектива. <...> Между двумя существовавшими доныне в литературе способами изображения — объективным и субъективным — Барбюс избрал третий: коллективный. Он показывает войну не так, как Толстой, чей всепроникающий взор охватывал и все этажи ее здания, и бесконечные горизонты мировой истории, заглядывая и в комнату полководца, и в покои императора, и в душу крестьянина или офицера; но и не так, как Лилиенкрон и Стендаль, которые повествовали лишь о том, что запечатлелось на сетчатке их глаз. У Барбюса наблюдающее, переживающее «я» удесятеряется и обретает новую цельность: он говорит и пишет не от лица индивидуума, а от имени семнадцати товарищей, которых сто недель совместных страданий в пекле войны спаяли в единое целое. <...> Самого Барбюса-писателя вначале совсем не ощущаешь. Он как бы рупор граммофона... Он слушает и потому молчалив, голоса его товарищей звучат со страниц книги так же, как они звучали в жизни, ибо он не искажает ни одного их слова. Он сохраняет все угловатости их крестьянского говора... не полирует их грубый диалект, не уснащает их речь афоризмами и рефлексиями. Три четверти книги написаны на парижском арго и поэтому едва ли понятны тем, кто изучал французский по грамматикам и у гувернанток; но даже тот, кто пополнил свой лексикон на Монмартре, станет в тупик перед иным словцом, которого в 1914 году Академия еще не знала, ибо оно только что отчеканилось в окопе».
Луначарский на вопрос Ленина о переводе заметил, что в переводе роман, вероятно, действительно много потеряет, так как окопный жаргон трудно было бы перевести даже на французский.